# Jung Siyeon
Jung Siyeon (* 11. März 1983) ist eine südkoreanische Schauspielerin und Sängerin. Sie war Mitglied der bereits aufgelösten japanischen Girlgroup SDN48.

## Filmografie

### Filme
- 2006: Oh My God! (구세주 Guseju)
- 2006: A Dirty Carneval (비열한 거리 Biyeolhan Geori)
- 2006: Love Me Not (사랑따윈 필요없어 Sarangttawon Pilyoeopseo)
- 2010: No Mercy (용서는 없다 Yongseo-neun Eopda)
- 2014: The Tunnel (터널 3D Teoneol 3D)

### Fernsehserien
- 2008: Ero Baeu Sarinsageon (에로배우 살인사건, OCN)
- 2009: Ja Myeong Go (자명고, SBS)
- 2013: Pureungeotap (푸른거탑, tvN)
- 2014: You’re Only Mine (나만의 당신 Naman-ui Dangsin, SBS)